# Филосемитизам
Филосемитизам или јудеофилија представља наклоњени или симпатијски став према Јеврејима као религијској групи или нацији. Даље се са филосемитизмом повезује позитивно протумачење првобитно антисемитских клишеа. 
Један од првих, који је користио појам филосемитизма, био је немачки конзервативац и антисемит Хајнрих фон Трајчке, од кога потиче и касније у нацизму популаран цитат „Јевреји су наша несрећа“. Трајчке је са тим појмом нападао пре свега левичарске и либералне политичаре у тадашњој Пруској.

## Типови филосемитизма
Ханс-Јоахим Шепс помиње пет типа филосемитизма:
- хришћанско-мисионарски филосемитизам
- библијско-хилијанистички филосемитизам
- утилитаристички филосемитизам
- либерално-хуманитарни филосемитизам
- религиозни филосемитизам, често повезано са преласком у јудаизам

## Хришћанско-мисионарски филосемитизам
Хришћанско-мисионарски филосемитизам је са својом пројеврејској позицији повезивао увек и наду у обраћање Јевреја у хришћанску религију. Ипак су хришћански филосемити 19. века истовременом највише допринули у одбрану Јевреја против разних оптужба и клеветовања. На филосемитској основи настао је такозвани хришћански ционизам, посебно у протестантским круговима, који се солидаризује са идејом ционизма и државом Израелом.